# Steneurytion hawaiiensis
Steneurytion hawaiiensis är en mångfotingart som först beskrevs av Chamberlin 1953.  Steneurytion hawaiiensis ingår i släktet Steneurytion och familjen storjordkrypare. Inga underarter finns listade i Catalogue of Life.